# G450C
G450C(Global 450mm Consortium)とはアメリカ合衆国ニューヨーク州とニューヨーク州立大学CNSE(College of Nanoscale Science and Engineering)のAlbany NanoTech Complexを中心とした官民合同による450mmウェーハの普及へ向けたロードマップを策定し、来るべく時代へ向けた技術革新をもたらす為に設立されたコンソーシアムである。

## 概要
これまでにも半導体の技術革新を担うSEMATECHのような産学連携の組織は存在したが、それらとG450Cはニューヨーク州が出資していわば地域経済の振興という側面を有する点において他の半導体の産学連携のプロジェクトとは決定的に異なる。地域の産業を振興する事により、雇用を創出し、尚且つ、税収を増やす事を企図しており、州は出資者として支援する。参加する企業はIBM、インテル、TSMC、サムスン電子、グローバルファウンドリーズといった錚々たる面々が名を連ねる。1970年代に通商産業省が音頭をとった超LSI技術研究組合を彷彿させる陣容で地域経済の強化、発展を図る。
これまで、この種の革新的要素を含む半導体製造プロセス技術の開発は西海岸の企業、大学を中心としたSEMATECHが担っていたが、半導体産業の将来性、雇用創出、周辺産業への波及を期待するニューヨーク州が開発支援に乗り出した。
G450Cに参加した大手半導体メーカーとしては、2018年を目途に450mmウェーハへの移行を進めるつもりであったが、半導体装置メーカーの方では2000年代初めの300mmウェーハへの移行に伴うコスト回収がまだの段階であったことから、かつてウエハーの大口径化によって装置の需要が減少して事業が悪化した経緯もあり、450mmウェーハへの移行には消極的であった。同時期には450mm対応工場を新たに建設するほどの半導体需要もなさそうであったことから、450mmウェーハへの移行は「かなり先」ということで業界の同意が取れ、2016年末より活動を縮小。ほどなくIMECがEUV露光装置を実用化するなど、450mmウェーハへ移行せずともムーアの法則が継続できる目途が立ったこともあり、そのままフェードアウトした。